# Центральный научно-исследовательский и проектный институт строительных металлоконструкций имени Н. П. Мельникова
ЗАО «ЦНИИПСК им. Н. П. Мельникова» (Центральный Ордена Трудового Красного Знамени научно-исследовательский и проектный институт строительных металлоконструкций им. Н. П. Мельникова) — один из ведущих институтов России в области проектирования и исследования металлических конструкций, строительных сталей и сплавов, способов защиты металлов от коррозии.

## История института

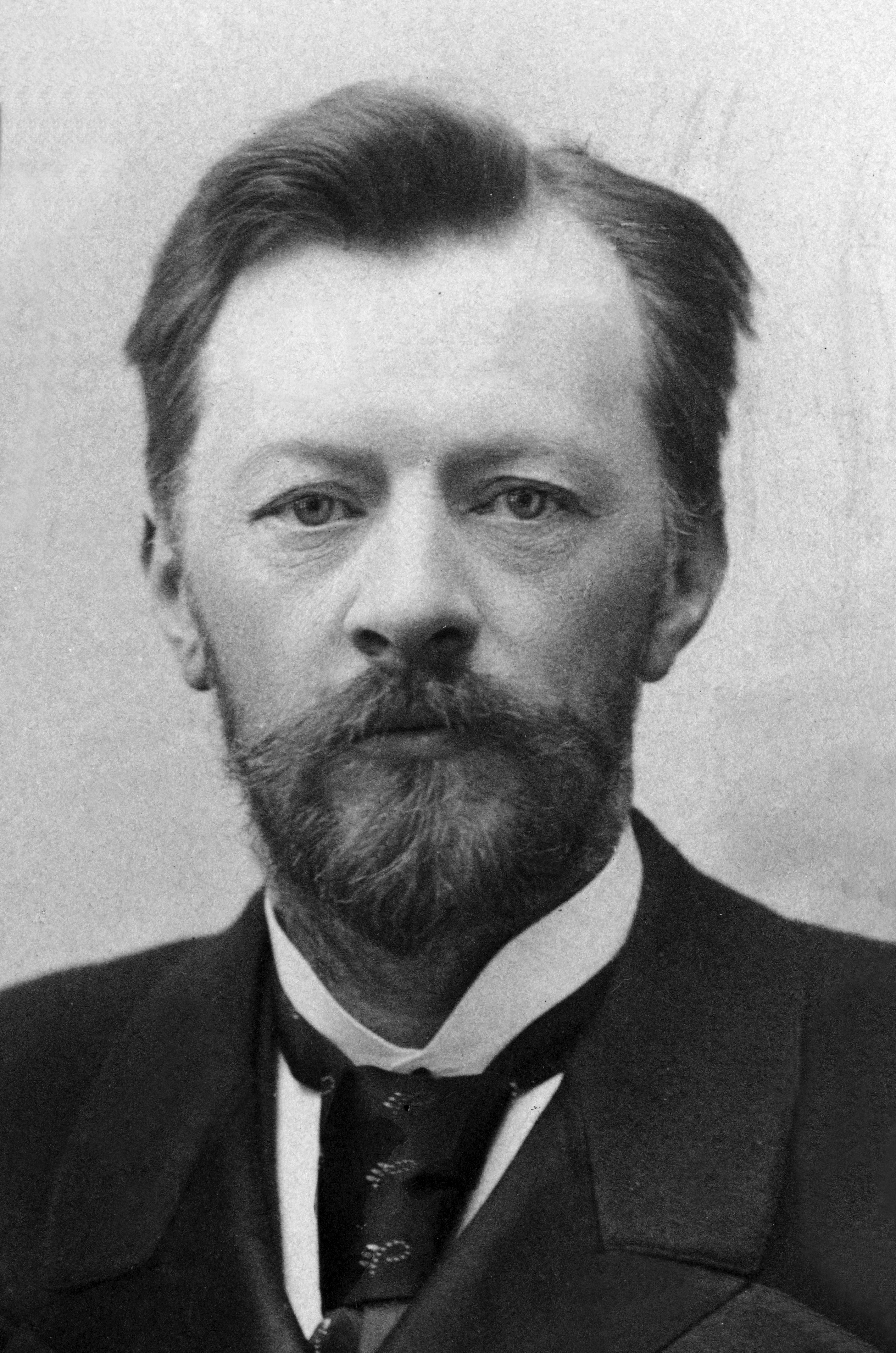
Владимир Григорьевич Шухов

История института берёт начало со времени основания 1 декабря 1880 года в Москве строительной конторы инженера А. В. Бари. Главным инженером конторы с первого дня её образования являлся выдающийся ученый и инженер В. Г. Шухов.

В 1944—1982 годы институтом руководил Николай Прокофьевич Мельников, именем которого и назван институт. Под его руководством институтом были разработаны:
- конструкции всех доменных печей, включая первую в мире цельносварную доменную печь;
- конструкция первого в стране атомного реактора и реакторов для Курской, Чернобыльской, Смоленской, Игналинской и других атомных электростанций;
- новые типы зданий мартеновских, конверторных и электросталеплавильных цехов;
- конструкция дюкера под р. Москва;
- конструкция высотных зданий г. Москвы на Смоленской площади и площади Восстания;
- гостиница «Украина» на Бережковской набережной;
- конструкции антенных сооружений в виде мачт и башен высотой до 460 м;
- серии типовых металлоконструкций промышленных зданий, резервуаров, мостов и др.;
- крупнейшие в мире вантовые трубопроводные переходы через реки пролетами от 400 до 900 м;
- конструкции Дубненского и Серпуховского ускорителей;
- проекты 100 заводов по изготовлению металлоконструкций;
- проекты Бакинского и Астраханского заводов по изготовлению стационарных платформ для Каспия и проекты унифицированных морских опор для глубины моря от 100 до 300 м;
- конструкции пускового комплекса на космодроме Байконур;
- прецизионные радиотелескопы и зеркальные антенны и др.

В институте работают более 100 человек, из них: 10 докторов технических наук, 39 кандидатов технических наук и более 50 инженеров.

### Руководители и директора института (в хронологическом порядке)

Николай Прокофьевич Мельников

- А. B. Бари — основатель Строительной конторы инженера А. В. Бари
- В. Г. Шухов — технический директор, главный инженер до 1932 года
- Н. П. Мельников: 1944—1982
- В. В. Кузнецов
- В. В. Ларионов
- А. Б. Павлов
- А. Ю. Залюбовин
- Н. И. Пресняков
- В. В. Евдокимов
- В. М. Горицкий
- Ю. И. Елисеева

## Учёные института
В разное время в институте работали и работают И.Д. Грудев, В. В. Ларионов, Л. И. Гладштейн, А. И. Голубев, В. М. Горицкий, Б. Ф. Беляев, А. М. Шляфирнер, С. В. Марутьян, Н.И Сотсков, Х. М. Ханухов, Д. П. Хромов, Б. В. Остроумов и многие другие.

## Структура института
Помимо руководства, бухгалтерии, канцелярии, отдела кадров, ОМТС и архива, в годы расцвета в состав института входили следующие отделы:
- Отдел главных специалистов
- Отдел промышленных и гражданских сооружений № 1 (ОПГС-1)
- Отдел промышленных и гражданских сооружений № 2 (ОПГС-2)
- Отдел инженерных сооружений (ОИС)
- Отдел типизации и совершенствования профилей (ОТСП)
- Отдел исследования циклической и хрупкой прочности (ОЦХП)
- Отдел высотных сооружений (ОВС)
- Специализированный экспертный базовый центр
- Отдел конструкций связи и нефтедобычи (ОКСН)
- Отдел листовых конструкций (ОЛК)
- Отдел экспертизы зданий и сооружений (ОЭЗС)
- Отдел конструкций энергетических установок и специальных сооружений (ОКЭС)
- Отдел пространственных и легких конструкций № 2 (ОПЛК-2)
- Отдел пространственных и легких конструкций № 3 (ОПЛК-3)
- Отдел исследования коррозии стали и защиты крепежа (ОИКС)
- Отдел информационных технологий (ОИТ)
- Финансово-экономический отдел (ФЭО)
- Отдел резервуарных конструкций (ОРК)
- Отдел обследования и диагностики резервуарных конструкций (ОДРК)
- Отдел экспертизы металлов (ОЭМ)
- Отдел сейсмостойких конструкций (ОСК)
- Лаборатория коррозии и защиты строительных металлоконструкций (ЛКЗ)
- Диссертационный совет
- Раменская экспериментально-производственная база
- Отдел стандартизации
- Отдел координации экспериментальных исследований
- Патентная служба
- Отдел научно-технической информации
- Отдел размножения, оформления и выпуска технической документации
- Лаборатория холодноформованных профилей и конструкций из них (ЛХПК)

## Современные проекты института
- Монумент Победы на Поклонной горе (1995).
- Прецизионные радиотелескопы РТФ-32 в обсерваториях "Светлое", "Зеленчукская" и "Бадары", РСДБ сети "Квазар-КВО", ИПА РАН (2000-2005).
- Купол большого концертного зала Московского международного Дома музыки (2002).
- Шпиль небоскрёба «Триумф-Палас» (2006).
- Радиотелевизионная башня «Октод» в Москве (2006).
- Реконструкция терминала А аэропорта «Внуково» (2006-2010).
- Коррозионная защита при реконструкции скульптуры «Рабочий и колхозница» (2009).